# Louis Winslow Austin
Louis Winslow Austin (Orwell, 30 ottobre 1867 – Washington, 27 giugno 1932) è stato un fisico statunitense.
Dal 1908 tenne un laboratorio radiotecnico all'United States Naval Research Laboratory per poi passare al National Institute of Standards and Technology nel 1923.
Fu uno dei pionieri della radiotelegrafia e a lui si deve l'ideazione di un gran numero di apparecchi radiotelegrafici.